# Лепатерике
Лепатери́ке, встречается Лепатерик (исп. Lepaterique) — муниципалитет в гондурасском департаменте Франсиско-Морасан. Название происходит от языка ленка — «холм тигра». Находится недалеко от столицы, через муниципалитет проходит тегусигальпская кольцевая дорога. Муниципалитет является одним из основных поставщиков свежих овощей в супермаркеты Тегусигальпы.

## Расположение
Муниципалитет расположен в 16 милях к северо-западу от столицы страны — Тегусигальпы, на равнине, окруженной горами Лепатерике.
Муниципалитет граничит:
- на севере — c муниципалитетами Ламани и Дистрито Сентраль (Тегусигальпа)
- на востоке — с муниципалитетами Охохона и Дистрито Сентраль
- на юге — c муниципалитетами Реитока и Курарен
- на западе — c муниципалитетами Аганкетерике и Ламани

## Административное деление
Муниципалитет включает в себя семь населённых пунктов (деревень):
- Лепатерике
- Кульгуаке (исп. Culguaque)
- Эль-Каррисаль (исп. El Carrizal)
- Эль-Эспино (исп. El Espino)
- Иербабуэна (исп. Hierbabuena)
- Ла-Бреа (исп. La Brea)
- Мульуака (исп. Mulhuaca) или Эль-Льяно (исп. El Llano)

## Военная база
Во время гражданской войны в Никарагуа в Лепатерике базировались советники из спецслужб Аргентины и ЦРУ.
В период с 1980 по 1982 год специалисты аргентинских 601-го батальона и школы механиков ВМС занимались военным обучением никарагуанских контрас с использованием «аргентинского опыта борьбы с коммунизмом». Средства выделялись Соединёнными Штатами. Подготовку в учебном центре, называемым аргентинцами «Пятый» (исп. La Quinta), также проходили офицеры Пехотной школы Национальной гвардии Никарагуа и бойцы гондурасского батальона 3-16. Помощь «контрас» со стороны Аргентины была прекращена в 1982 году, после Фолклендского конфликта (в котором США поддержали Великобританию).
В августе 2005 года в гондурасских СМИ появилась информация, что частная военная компания Triple Canopy, Inc., использовала базу для подготовки наёмников — граждан Гондураса и Чили, принимавших участие в обеспечении деятельности сил международной коалиции в Ираке.